# Lista de sub-regiões portuguesas ordenadas por exportações
Esta é uma lista demostrando as exportações de bens de cada uma das vinte e cinco sub-regiões portuguesas, ordenadas pela sub-região e ano, mostrando os valores de cada ano desde 2011. Os dados baseiam-se nas estatísticas oficiais do Instituto Nacional de Estatística.
| Posição | Posição          | Sub-região                   | Exportações (2022) | Participação (exportações totais) | Variação (desde 2021) |
| Em 2022 | Comparada a 2021 | Sub-região                   | Exportações (2022) | Participação (exportações totais) | Variação (desde 2021) |
| ------- | ---------------- | ---------------------------- | ------------------ | --------------------------------- | --------------------- |
| 1       | (0)              | Área Metropolitana de Lisboa | 23 775 789 045 €   | 30,4 %                            | 26,85 %               |
| 2       | (0)              | Área Metropolitana do Porto  | 13 533 182 783 €   | 17,3 %                            | 15,77 %               |
| 3       | (0)              | Região de Aveiro             | 5 627 298 299 €    | 7,2 %                             | 23,78 %               |
| 4       | (0)              | Ave                          | 4 978 869 433 €    | 6,4 %                             | 16,30 %               |
| 5       | (0)              | Cávado                       | 3 272 331 468 €    | 4,2 %                             | 17,95 %               |
| 6       | (1)              | Alto Minho                   | 2 277 898 960 €    | 2,9 %                             | 19,72 %               |
| 7       | (1)              | Região de Leiria             | 2 254 631 627 €    | 2,9 %                             | 17,02 %               |
| 8       | (1)              | Tâmega e Sousa               | 2 027 883 257 €    | 2,6 %                             | 19,22 %               |
| 9       | (1)              | Região de Coimbra            | 1 990 384 251 €    | 2,5 %                             | 16,25 %               |
| 10      | (0)              | Viseu Dão-Lafões             | 1 693 305 096 €    | 2,2 %                             | 16,00 %               |
| 11      | (0)              | Alentejo Litoral             | 1 620 060 394 €    | 2,1 %                             | 14,94 %               |
| 12      | (0)              | Oeste                        | 1 570 660 518 €    | 2,0 %                             | 15,41 %               |
| 13      | (0)              | Lezíria do Tejo              | 1 530 039 901 €    | 2,0 %                             | 21,35 %               |
| 14      | (0)              | Baixo Alentejo               | 1 218 594 412 €    | 1,6 %                             | 22,51 %               |
| 15      | (0)              | Médio Tejo                   | 1 039 370 152 €    | 1,3 %                             | 16,22 %               |
| 16      | (1)              | Alentejo Central             | 863 928 443 €      | 1,1 %                             | 24,64 %               |
| 17      | (1)              | Terras de Trás-os-Montes     | 763 047 558 €      | 1,0 %                             | 1,79 %                |
| 18      | (0)              | Beiras e Serra da Estrela    | 702 480 952 €      | 0,9 %                             | 31,16 %               |
| 19      | (0)              | Alto Alentejo                | 497 162 070 €      | 0,6 %                             | 27,38 %               |
| 20      | (0)              | Madeira                      | 357 446 258 €      | 0,5 %                             | 33,77 %               |
| 21      | (0)              | Algarve                      | 344 811 193 €      | 0,4 %                             | 35,97 %               |
| 22      | (0)              | Beira Baixa                  | 233 146 340 €      | 0,3 %                             | 19,05 %               |
| 23      | (0)              | Açores                       | 164 438 745 €      | 0,2 %                             | 26,33 %               |
| 24      | (0)              | Douro                        | 128 787 226 €      | 0,2 %                             | 13,24 %               |
| 25      | (0)              | Alto Tâmega                  | 73 798 382 €       | 0,1 %                             | 14,71 %               |
|         |                  | Portugal                     | 78 265 851 525 €   | 100 %                             | 23,02 %               |

## Exportações por sub-região
A lista mostra as sub-regiões portuguesas por exportações em 2021, junto com a comparação da posição entre 2020 e 2021, a variação entre 2020 e 2021, a participação e a variação da participação entre 2020 e 2021.
| Posição | Posição          | Sub-região    | Exportações (em mil €) | Variação (desde 2020) | Participação (das exportações totais) | Variação da participação (em % de 2020) |
| Em 2021 | Comparada a 2020 | Sub-região    | Exportações (em mil €) | Variação (desde 2020) | Participação (das exportações totais) | Variação da participação (em % de 2020) |
| ------- | ---------------- | ------------- | ---------------------- | --------------------- | ------------------------------------- | --------------------------------------- |
| 19      | (0)              | Alto Alentejo | 390.300                | 25,0 %                | 0,6 %                                 | 0,0 %                                   |
| 20      | (0)              | Madeira       | 267.200                | 0,4 %                 | 0,4 %                                 | 0,1 %                                   |
| 21      | (0)              | Algarve       | 253.600                | 22,6 %                | 0,4 %                                 | 0,0 %                                   |
| 22      | (2)              | Açores        | 195.800                | 87,4 %                | 0,3 %                                 | 0,1 %                                   |
| 23      | (1)              | Beira Baixa   | 130.200                | 22,6 %                | 0,2 %                                 | 0,1 %                                   |
| 24      | (1)              | Douro         | 113.700                | 4,5 %                 | 0,2 %                                 | 0,0 %                                   |
| 25      | (0)              | Alto Tâmega   | 64.300                 | 26,6 %                | 0,1 %                                 | 0,0 %                                   |
|         |                  | Portugal      | 63.618.500             | 18,3 %                | 100 %                                 |                                         |

## Desenvolvimento das exportações
A lista mostra as sub-regiões portuguesas pelo desenvolvimento das exportações desde 2011, mostrando os valores de cada dois anos, e a variação final em 2021.
| Sub-região                   | População (2011) | População (2013) | População (2015) | População (2017) | População (2019) | População (2021) | Variação (2011–2021) |
| ---------------------------- | ---------------- | ---------------- | ---------------- | ---------------- | ---------------- | ---------------- | -------------------- |
| Área Metropolitana de Lisboa | 14.039.600       | 16.160.700       | 13.934.300       | 15.987.100       | 18.723.500       | 18.743.600       | 33,5 %               |
| Área Metropolitana do Porto  | 8.552.200        | 8.947.500        | 9.808.200        | 11.246.500       | 11.479.700       | 11.689.900       | 36,7 %               |
| Região de Aveiro             | 2.804.400        | 2.970.200        | 3.193.700        | 3.622.300        | 3.764.600        | 4.546.100        | 62,1 %               |
| Ave                          | 2.878.200        | 3.281.500        | 3.753.400        | 3.997.700        | 3.955.700        | 4.281.100        | 48,7 %               |
| Cávado                       | 1.737.700        | 1.610.700        | 1.806.200        | 2.559.300        | 2.841.300        | 2.774.400        | 59,7 %               |
| Região de Leiria             | 1.102.500        | 1.323.300        | 1.451.100        | 1.716.300        | 1.692.200        | 1.926.700        | 74,8 %               |
| Alto Minho                   | 1.143.800        | 1.386.100        | 1.604.500        | 1.799.900        | 1.957.600        | 1.902.700        | 66,4 %               |
| Região de Coimbra            | 1.214.100        | 1.155.700        | 1.282.600        | 1.450.900        | 1.508.300        | 1.712.200        | 41,0 %               |
| Tâmega e Sousa               | 1.267.700        | 1.542.300        | 1.596.700        | 1.696.500        | 1.709.900        | 1.700.900        | 34,2 %               |
| Viseu Dão-Lafões             | 1.048.500        | 1.195.200        | 1.172.200        | 1.242.100        | 1.491.300        | 1.459.700        | 39,2 %               |
| Alentejo Litoral             | 858.500          | 642.400          | 689.100          | 804.700          | 1.210.800        | 1.409.400        | 64,2 %               |
| Oeste                        | 857.100          | 939.900          | 1.066.200        | 1.181.600        | 1.232.100        | 1.360.900        | 58,8 %               |
| Lezíria do Tejo              | 684.300          | 781.200          | 862.500          | 911.900          | 992.700          | 1.260.800        | 84,3 %               |
| Baixo Alentejo               | 519.300          | 530.200          | 597.700          | 650.100          | 742.400          | 994.700          | 91,6 %               |
| Médio Tejo                   | 670.200          | 701.800          | 811.900          | 904.800          | 944.100          | 894.300          | 33,5 %               |
| Terras de Trás-os-Montes     | 354.600          | 309.500          | 614.600          | 704.900          | 803.300          | 776.900          | 119,1 %              |
| Alentejo Central             | 444.100          | 481.900          | 555.900          | 591.500          | 629.600          | 693.200          | 56,1 %               |
| Beiras e Serra da Estrela    | 435.100          | 471.100          | 511.700          | 517.400          | 522.500          | 535.600          | 23,1 %               |
| Alto Alentejo                | 159.200          | 422.800          | 273.900          | 302.800          | 348.700          | 390.300          | 145,2 %              |
| Madeira                      | 62.300           | 83.500           | 110.600          | 153.200          | 272.100          | 267.200          | 328,9 %              |
| Algarve                      | 139.400          | 138.200          | 145.700          | 172.600          | 197.400          | 253.600          | 81,9 %               |
| Açores                       | 117.100          | 124.400          | 104.100          | 88.100           | 115.400          | 195.800          | 67,2 %               |
| Beira Baixa                  | 129.300          | 153.900          | 148.600          | 145.900          | 177.700          | 130.200          | 0,7 %                |
| Douro                        | 54.300           | 78.300           | 92.100           | 93.900           | 115.700          | 113.700          | 109,4 %              |
| Alto Tâmega                  | 33.500           | 62.100           | 58.900           | 53.600           | 65.700           | 64.300           | 91,9 %               |

## Posição entre as sub-regiões
A lista mostra as sub-regiões portuguesas pela posição das exportações em 2011, mostrando os valores de cada dois anos, e a variação final em 2021.
| Sub-região                   | Posição (2011) | Posição (2013) | Posição (2015) | Posição (2017) | Posição (2019) | Posição (2021) | Variação da posição |
| ---------------------------- | -------------- | -------------- | -------------- | -------------- | -------------- | -------------- | ------------------- |
| Área Metropolitana de Lisboa | 1°             | 1°             | 1°             | 1°             | 1°             | 1°             | 0                   |
| Área Metropolitana do Porto  | 2°             | 2°             | 2°             | 2°             | 2°             | 2°             | 0                   |
| Região de Aveiro             | 4°             | 4°             | 4°             | 4°             | 4°             | 3°             | 1                   |
| Ave                          | 3°             | 3°             | 3°             | 3°             | 3°             | 4°             | 1                   |
| Cávado                       | 5°             | 5°             | 5°             | 5°             | 5°             | 5°             | 0                   |
| Região de Leiria             | 9°             | 8°             | 8°             | 7°             | 8°             | 6°             | 3                   |
| Alto Minho                   | 8°             | 7°             | 6°             | 6°             | 6°             | 7°             | 1                   |
| Região de Coimbra            | 7°             | 10°            | 9°             | 9°             | 9°             | 8°             | 1                   |
| Tâmega e Sousa               | 6°             | 6°             | 7°             | 8°             | 7°             | 9°             | 3                   |
| Viseu Dão-Lafões             | 10°            | 9°             | 10°            | 10°            | 10°            | 10°            | 0                   |
| Alentejo Litoral             | 11°            | 14°            | 14°            | 14°            | 12°            | 11°            | 0                   |
| Oeste                        | 12°            | 11°            | 11°            | 11°            | 11°            | 12°            | 0                   |
| Lezíria do Tejo              | 13°            | 12°            | 12°            | 12°            | 13°            | 13°            | 0                   |
| Baixo Alentejo               | 15°            | 15°            | 16°            | 16°            | 16°            | 14°            | 1                   |
| Médio Tejo                   | 14°            | 13°            | 13°            | 13°            | 14°            | 15°            | 1                   |
| Terras de Trás-os-Montes     | 18°            | 19°            | 15°            | 15°            | 15°            | 16°            | 2                   |
| Alentejo Central             | 16°            | 16°            | 17°            | 17°            | 17°            | 17°            | 1                   |
| Beiras e Serra da Estrela    | 17°            | 17°            | 18°            | 18°            | 18°            | 18°            | 1                   |
| Alto Alentejo                | 19°            | 18°            | 19°            | 19°            | 19°            | 19°            | 0                   |
| Madeira                      | 23°            | 23°            | 22°            | 21°            | 20°            | 20°            | 3                   |
| Algarve                      | 20°            | 21°            | 21°            | 20°            | 21°            | 21°            | 1                   |
| Açores                       | 22°            | 22°            | 23°            | 24°            | 24°            | 22°            | 0                   |
| Beira Baixa                  | 21°            | 20°            | 20°            | 22°            | 22°            | 23°            | 2                   |
| Douro                        | 24°            | 24°            | 24°            | 23°            | 23°            | 24°            | 0                   |
| Alto Tâmega                  | 25°            | 25°            | 25°            | 25°            | 25°            | 25°            | 0                   |

## Dados anuais
A lista mostra as sub-regiões portuguesas com os dados anuais das exportações desde 2011.
|                              | 2021       | 2020       | 2019       | 2018       | 2017       | 2016       | 2015       | 2014       | 2013       | 2012       | 2011       |
| ---------------------------- | ---------- | ---------- | ---------- | ---------- | ---------- | ---------- | ---------- | ---------- | ---------- | ---------- | ---------- |
| Área Metropolitana de Lisboa | 18.743.600 | 16.130.400 | 18.723.500 | 17.467.200 | 15.987.100 | 12.940.900 | 13.934.300 | 15.364.500 | 16.160.700 | 15.143.800 | 14.039.600 |
| Área Metropolitana do Porto  | 11.689.900 | 10.420.600 | 11.479.700 | 11.338.600 | 11.246.500 | 10.434.100 | 9.808.200  | 9.348.800  | 8.947.500  | 9.096.400  | 8.552.200  |
| Região de Aveiro             | 4.546.100  | 3.453.100  | 3.764.600  | 3.873.200  | 3.622.300  | 3.252.500  | 3.193.700  | 3.086.900  | 2.970.200  | 3.050.200  | 2.804.400  |
| Ave                          | 4.281.100  | 3.457.300  | 3.955.700  | 4.057.100  | 3.997.700  | 3.897.100  | 3.753.400  | 3.503.500  | 3.281.500  | 3.077.400  | 2.878.200  |
| Cávado                       | 2.774.400  | 2.571.600  | 2.841.300  | 2.694.300  | 2.559.300  | 2.087.100  | 1.806.200  | 1.683.300  | 1.610.700  | 1.621.400  | 1.737.700  |
| Região de Leiria             | 1.926.700  | 1.600.900  | 1.692.200  | 1.747.400  | 1.716.300  | 1.515.100  | 1.451.100  | 1.381.100  | 1.323.300  | 1.224.200  | 1.102.500  |
| Alto Minho                   | 1.902.700  | 1.741.200  | 1.957.600  | 1.915.300  | 1.799.900  | 1.640.900  | 1.604.500  | 1.539.700  | 1.386.100  | 1.217.600  | 1.143.800  |
| Região de Coimbra            | 1.712.200  | 1.378.400  | 1.508.300  | 1.485.900  | 1.450.900  | 1.275.400  | 1.282.600  | 1.171.800  | 1.155.700  | 1.113.600  | 1.214.100  |
| Tâmega e Sousa               | 1.700.900  | 1.451.700  | 1.709.900  | 1.692.200  | 1.696.500  | 1.639.700  | 1.596.700  | 1.606.300  | 1.542.300  | 1.368.200  | 1.267.700  |
| Viseu Dão-Lafões             | 1.459.700  | 1.356.200  | 1.491.300  | 1.329.200  | 1.242.100  | 1.197.800  | 1.172.200  | 1.200.800  | 1.195.200  | 1.029.900  | 1.048.500  |
| Alentejo Litoral             | 1.409.400  | 878.100    | 1.210.800  | 889.700    | 804.700    | 704.400    | 689.100    | 722.900    | 642.400    | 593.800    | 858.500    |
| Oeste                        | 1.360.900  | 1.190.600  | 1.232.100  | 1.228.100  | 1.181.600  | 1.074.200  | 1.066.200  | 1.023.500  | 939.900    | 917.400    | 857.100    |
| Lezíria do Tejo              | 1.260.800  | 1.070.300  | 992.700    | 905.500    | 911.900    | 809.300    | 862.500    | 814.900    | 781.200    | 748.500    | 684.300    |
| Baixo Alentejo               | 994.700    | 632.500    | 742.400    | 802.600    | 650.100    | 553.600    | 597.700    | 563.900    | 530.200    | 535.800    | 519.300    |
| Médio Tejo                   | 894.300    | 750.600    | 944.100    | 933.700    | 904.800    | 835.900    | 811.900    | 744.700    | 701.800    | 707.800    | 670.200    |
| Terras de Trás-os-Montes     | 776.900    | 797.600    | 803.300    | 742.400    | 704.900    | 634.200    | 614.600    | 395.700    | 309.500    | 294.900    | 354.600    |
| Alentejo Central             | 693.200    | 613.200    | 629.600    | 615.900    | 591.500    | 569.900    | 555.900    | 507.800    | 481.900    | 463.500    | 444.100    |
| Beiras e Serra da Estrela    | 535.600    | 439.500    | 522.500    | 531.100    | 517.400    | 476.600    | 511.700    | 489.400    | 471.100    | 431.600    | 435.100    |
| Alto Alentejo                | 390.300    | 312.300    | 348.700    | 353.900    | 302.800    | 277.900    | 273.900    | 267.700    | 422.800    | 393.900    | 159.200    |
| Madeira                      | 267.200    | 268.300    | 272.100    | 229.600    | 153.200    | 98.800     | 110.600    | 125.800    | 83.500     | 145.100    | 62.300     |
| Algarve                      | 253.600    | 206.800    | 197.400    | 196.600    | 172.600    | 159.100    | 145.700    | 141.600    | 138.200    | 140.600    | 139.400    |
| Açores                       | 195.800    | 104.500    | 115.400    | 90.600     | 88.100     | 83.900     | 104.100    | 95.400     | 124.400    | 109.700    | 117.100    |
| Beira Baixa                  | 130.200    | 168.100    | 177.700    | 153.500    | 145.900    | 146.300    | 148.600    | 153.800    | 153.900    | 152.900    | 129.300    |
| Douro                        | 113.700    | 108.800    | 115.700    | 102.800    | 93.900     | 103.100    | 92.100     | 87.700     | 78.300     | 65.900     | 54.300     |
| Alto Tâmega                  | 64.300     | 50.800     | 65.700     | 71.100     | 53.600     | 67.300     | 58.900     | 59.900     | 62.100     | 50.600     | 33.500     |
| Portugal                     | 63.618.500 | 53.757.400 | 59.902.800 | 57.849.900 | 55.017.900 | 50.038.600 | 49.634.100 | 48.053.700 | 47.302.900 | 45.213.100 | 42.828.100 |

1. ↑  «Portal do INE». www.ine.pt. Consultado em 21 de abril de 2023
2. 1 2 3 4  «Portal do INE». www.ine.pt. Consultado em 26 de novembro de 2022